# Pałac w Orzeszu-Zawiści
Pałac w Orzeszu-Zawiści – zabytkowy pałac w miejscowości Orzesze.

## Historia
Barokowy pałac z pierwszej połowy XVIII w., położony w Zawiści. Na uwagę zasługują kolebkowe sklepienia piwnic oraz obramowania okien i drzwi. W pałacu znajduje się unikatowy okrągły piec kaflowy z XIX w. Obiekt ten był dwukrotnie przebudowany i rozbudowany – w 1911 r. przez ówczesnych właścicieli Hegenscheitów oraz w 1955 r. – adaptacja na ośrodek leczniczo-wychowawczy dla dzieci. W sąsiedztwie pałacu znajdują się dawne zabudowania dworskie. Obiekt jest częścią zespołu pałacowego, w skład którego wchodzi 6h park. Obecnie znajduje się tam Ośrodek Terapii Nerwic dla Dzieci i Młodzieży oraz Zespół Szkół Specjalnych. 

## Galeria

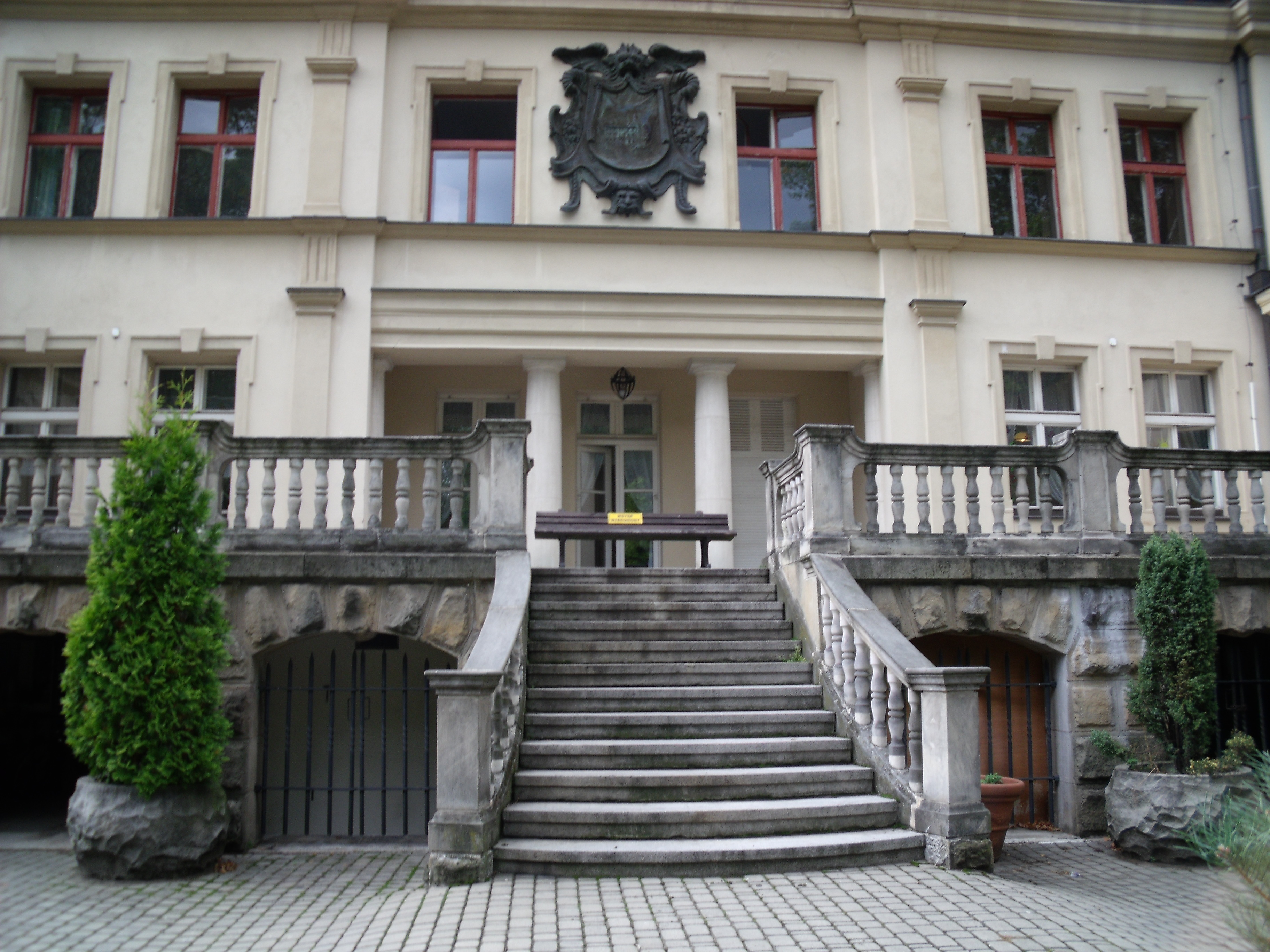
Główne wejście
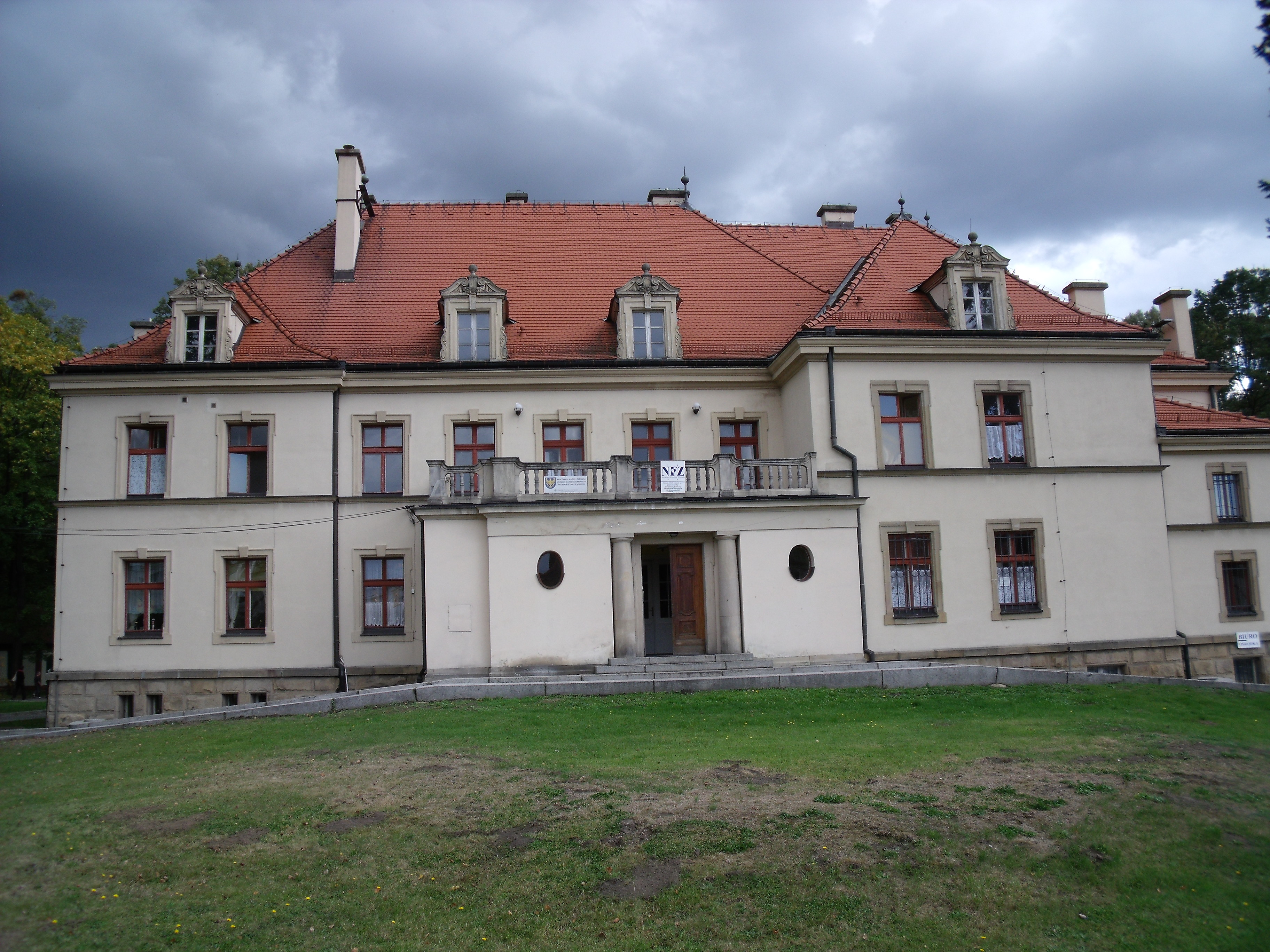
Tył pałacu
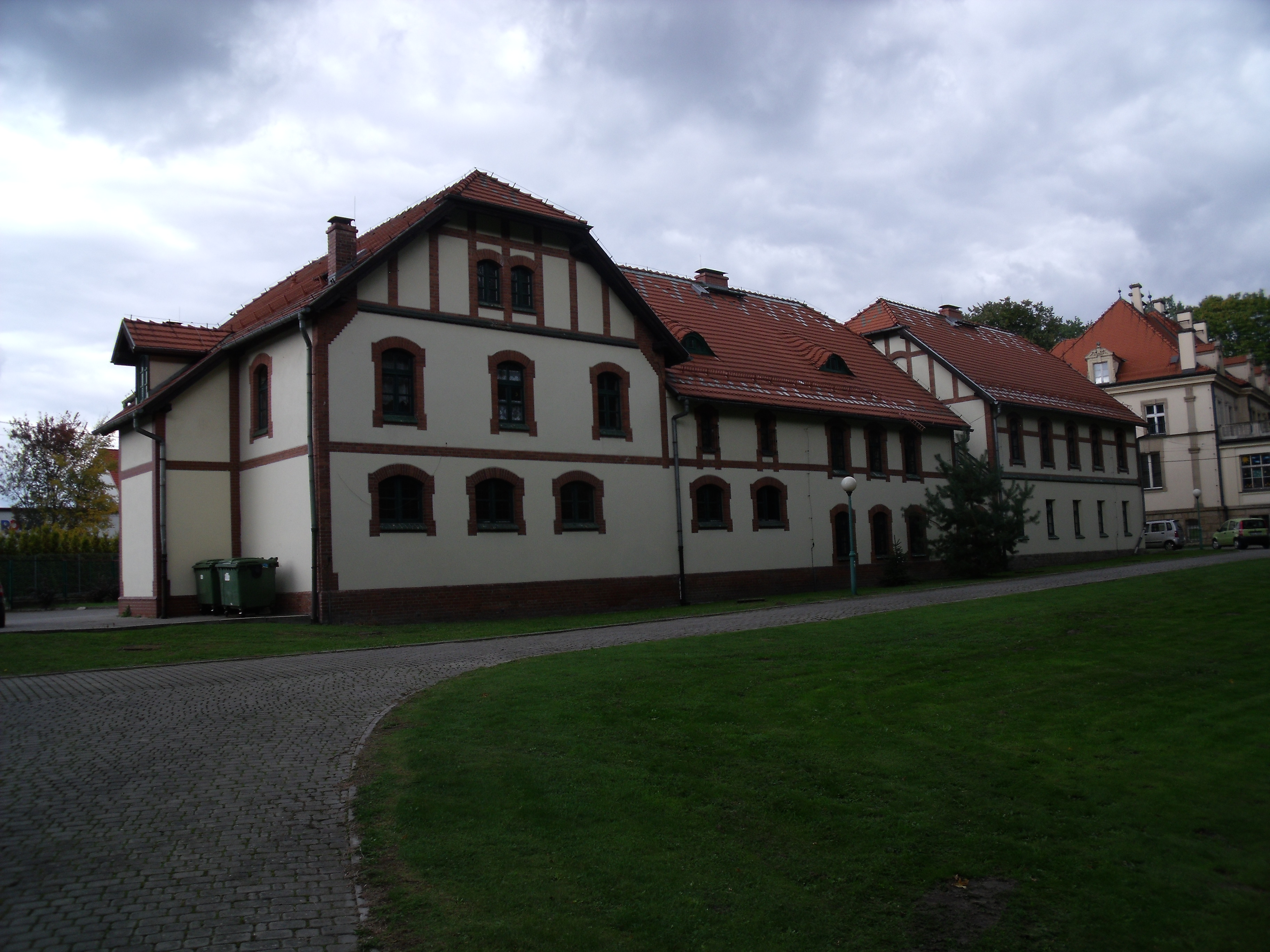
Zabudowania dworskie
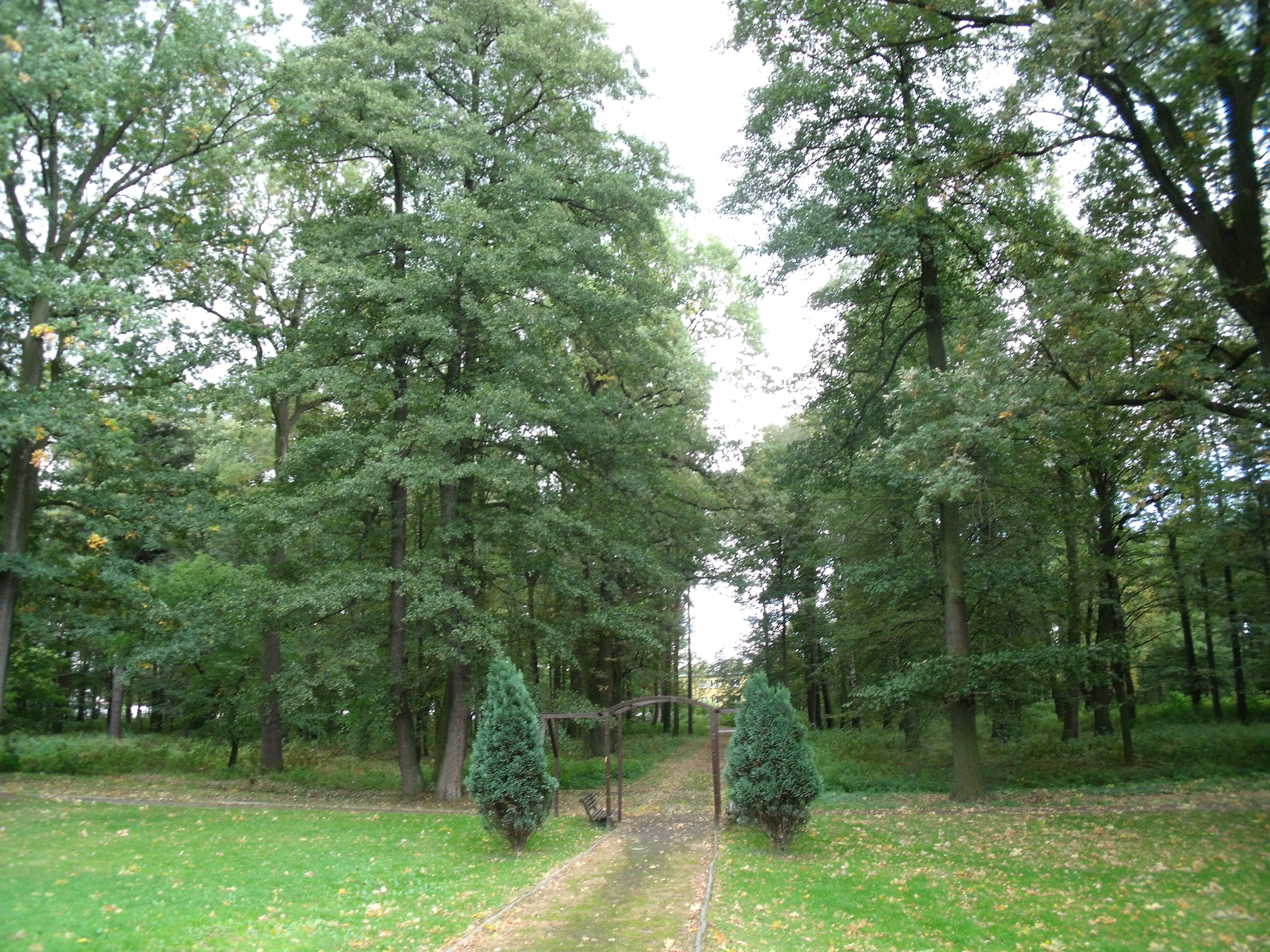
Park